# Stazione di Higashi-Fuchū
La stazione di Higashi-Fuchū (東府中駅?, Higashi-Fuchū-eki) è una stazione ferroviaria situata a Fuchū, città conurbata con Tokyo, e serve la linea Keiō della Keiō Corporation e la sua diramazione linea Keiō Keibajō.

## Linee
Keiō Corporation
● Linea Keiō
● Linea Keiō Keibajō

## Struttura
La stazione dispone di due marciapiedi laterali con due binari passanti in superficie.
| 1 | ● Linea Keiō Keibajō | per Fuchū-Keiba-Seimon-mae                                                             |
| 2 | ● Linea Keiō         | per Keiō-Hachiōji, Tama-Dōbutsukōen e Takaosanguchi                                    |
| 2 | ● Linea Keiō Keibajō | per Fuchū-Keiba-Seimon-mae                                                             |
| 3 | ● Linea Keiō         | per Keiō-Hachiōji, Tama-Dōbutsukōen e Takaosanguchi                                    |
| 4 | ● Linea Keiō         | per Chōfu, Meidaimae, Sasazuka, Shinjuku e linea Shinjuku della metropolitana di Tokyo |

## Stazioni adiacenti
| «                                 | Servizio                    | »                      |
| Linea Keiō                        | Linea Keiō                  | Linea Keiō             |
| --------------------------------- | --------------------------- | ---------------------- |
| Tama-Reien                        | Locale Rapido               | Fuchū                  |
| Chōfu                             | Espresso Espresso sezionale | Fuchū                  |
| Tutti gli altri treni non fermano |                             |                        |
| Linea Keiō Kibajō                 |                             |                        |
| Capolinea                         | Locale                      | Fuchū-Keiba-Seimon-mae |